# Magnesiasack

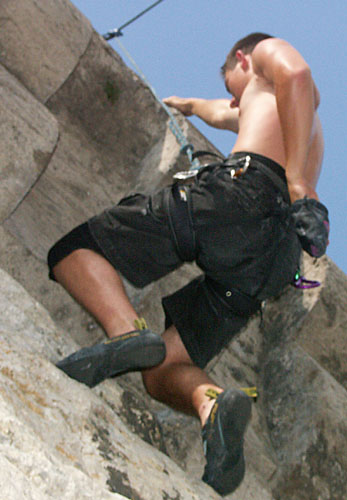
Kletterer beim Griff in den Sack

Ein Magnesiasack, Magnesiabeutel oder englisch Chalk Bag, in größerer Ausführung auch Pot genannt, ist ein kleiner Sack, gefüllt mit Magnesia für den Gebrauch beim Sportklettern. 
Magnesia wird benutzt, um den Schweiß von den Händen zu trocknen und damit auch kleinste Griffe wieder sicher greifen zu können. Bei dem im Chalkbag mitgeführten Magnesia handelt es sich um die chemische Verbindung Magnesiumcarbonat. Es ist in Pulverform, in Form von Blöcken, die zerrieben werden, als Chalkball (das heißt, das Pulver ist in einer dünnen, durchlässigen Stoffkugel) und auch flüssig in Alkohol suspendiert erhältlich.
Der meist zylindrische Sack wird durch einen steifen Kunststoffring im Saum der Öffnung aufgespreizt, ist idealerweise innen mit Fleece ausgekleidet und kann für den Transport durch einen Schnurzug mit Tanka in einem Saum, der etwas tiefer um dieses Futter verläuft, staubdicht verschlossen werden. In geöffnetem Zustand sollte eine ganze Hand darin Platz finden. Die meisten Magnesiasäcke weisen seitlich noch eine Lasche auf, in der eine Bürste zum Reinigen von Griffen mitgeführt werden kann.
Den Magnesiasack hängt sich der Kletterer in der Regel hinten auf Steißbeinhöhe mit einem kleinen Karabiner an den Klettergurt oder mit einem schmalen Gurtband an die Hüfte. Der Aufhängeort hinten an der Hüfte ist deshalb am günstigsten, weil der Kletterer hier für das Hineingreifen und Trocknen (dem sogenannten Chalken oder Nachchalken) mit jeder Hand gut herankommt und dabei doch mit der Hüfte eng am Fels bleiben kann.
Im Gegensatz zum normalen Magnesiasack wird der Pot, als großer Magnesiasack, bei dem mehrere Kletterer gleichzeitig hineinfassen können, nicht am Kletterer angehängt. Er dient vor allem beim Bouldern als am Boden stehender Chalkbag für mehrere Benutzer.

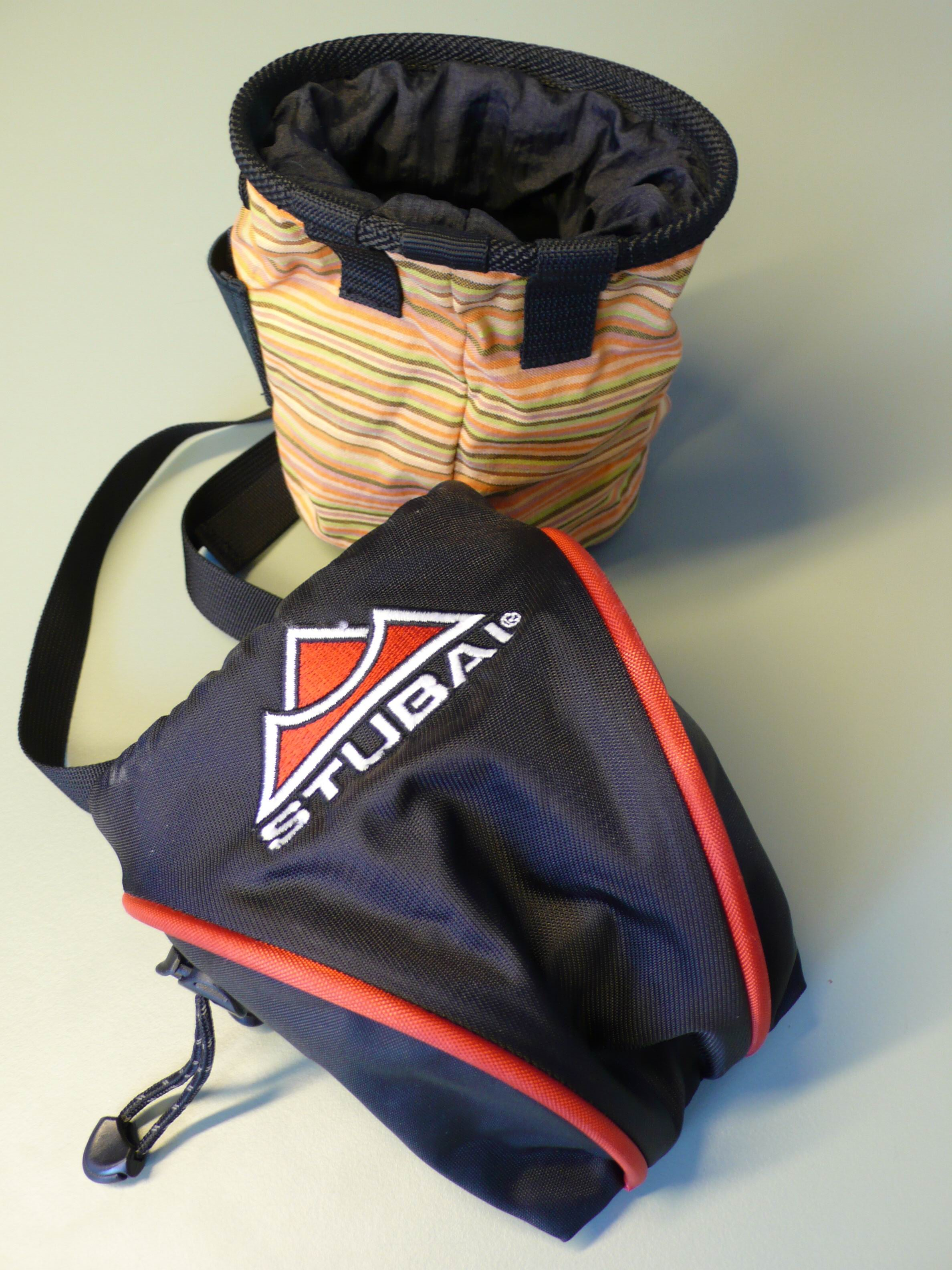
Zwei unterschiedliche Magnesiabeutel

Es gibt eine Vielzahl unterschiedlicher Modelle in verschiedensten Farben und Formen. Welche Wahl getroffen wird, hängt nicht nur von funktionellen Aspekten, sondern auch von persönlichen Vorlieben und ästhetischen Faktoren ab.
Aus Naturschutzgründen ist in der Sächsischen Schweiz beim Klettern der Gebrauch von Magnesia verboten.